# Fairchild XC-120 Packplane
Fairchild XC-120 Packplane là một loại máy bay vận tải thử nghiệm của Hoa Kỳ, bay lần đầu năm 1950.

## Tính năng kỹ chiến thuật (XC-120)

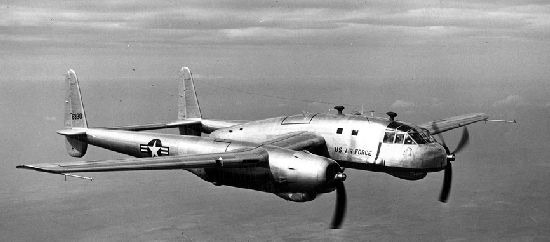
XC-120

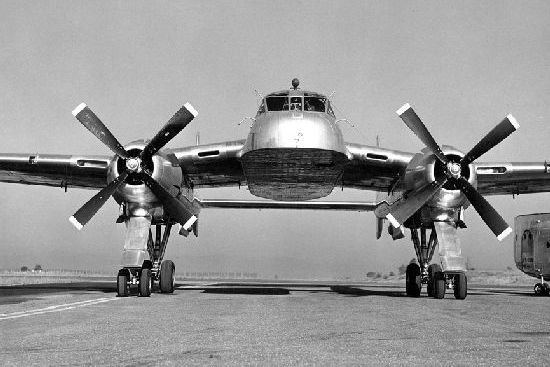
XC-120

Đặc tính tổng quát
- Kíp lái: 5
- Chiều dài: 77 ft 1 in (23,50 m)
- Sải cánh: 106 ft 6 in (32,46 m)
- Động cơ: 2 × Pratt & Whitney R-4360 Wasp Major , 3.250 hp (2.420 kW)  mỗi chiếc